# Закшево (гмина, Злотувский повет)
Закшево (пол. Zakrzewo) — сельская гмина (уезд) в Польше, входит как административная единица в Злотувский повет, Великопольское воеводство. Население — 4788 человек (на 2004 год).

## Сельские округа
1. Чернице
2. Дрожыска-Мале
3. Дрожыска-Сьредне
4. Дрожыска-Вельке
5. Гломск
6. Куян
7. Луги
8. Нова-Висневка
9. Осовец
10. Прохы
11. Стара-Висневка
12. Смярдово-Злотовске
13. Верск
14. Закшево

## Прочие поселения
1. Дзежонзьно
2. Каролево
3. Куянки
4. Лончин
5. Новы-Гломск
6. Поборче
7. Вежхолек

## Соседние гмины
1. Гмина Липка
2. Гмина Венцборк
3. Гмина Злотув